# 베록스쥐
베록스쥐 또는 베록스흰발쥐(학명: Myomyscus verreauxii)는 쥐과에 속하는 설치류의 일종이다. 남아프리카공화국에서만 발견된다. 자연 서식지는 온대 숲과 지중해성 관목 식생 지대이다.